# Basta (tv-program)
 For alternative betydninger, se Basta. (Se også artikler, som begynder med Basta)
Basta er et dansk forbrugerprogram i stil med Kontant og PENGE. Programmet blev sendt på TV 2 fra 2006 til 2010.

## Ekstern henvisning
- Officiel hjemmeside Arkiveret 17. april 2010 hos  Wayback Machine

| Fjernsyn | Spire Denne artikel om et tv-program er en spire som bør udbygges. Du er velkommen til at hjælpe Wikipedia ved at udvide den. |